# SS Thistlegorm

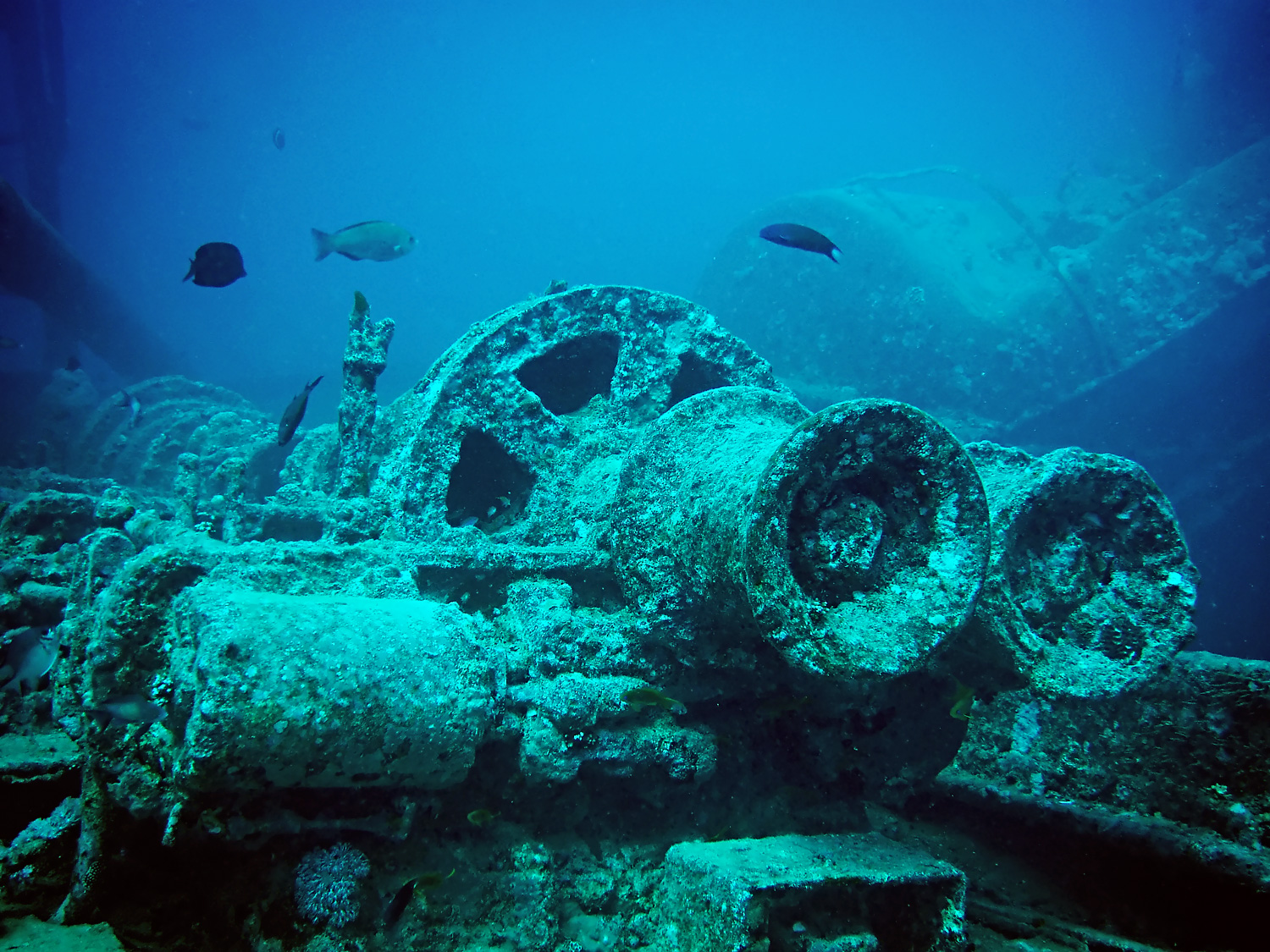
Wrak SS "Thistlegorm"

SS Thistlegorm – brytyjski statek handlowy zbudowany w 1940 roku. Miał 126 m długości i 17,5 m szerokości. Wrak spoczywa na dnie Morza Czerwonego na terenie Shaab Ali w Zatoce Sueskiej na wodach egipskich pomiędzy Szarm el-Szejk a At-Tur na Półwyspie Synaj.
W czasie II wojny światowej został wcielony do marynarki wojennej. W październiku 1941 r. opłynął Afrykę i wpłynął na Morze Czerwone. Załadowany zapasami przeznaczonymi dla sił brytyjskich stacjonujących w Północnej Afryce. "Thistlegorm" zakotwiczył na morzu przed wpłynięciem do Kanału Sueskiego. Rzucił kotwicę przy głębokości ok. 30 m w okolicy rafy koralowej Shaab Ali, 5 mil od brzegu Półwyspu Synaj. Rankiem 6 października zaatakowały go dwa niemieckie bombowce lecące z bazy na Krecie. Cztery bomby uderzyły w skład amunicji, rozsadzając pokład. Statek stanął w pionie i poszedł na dno. Wrak odkrył Jacques-Yves Cousteau w latach 50. XX w. Jednak dopiero na początku lat 90. XX w. obiekt został ponownie „odkryty”, tym razem dla nurkowania rekreacyjnego. Od tego czasu stał się kultowym miejscem dla nurków z całego świata, jako jeden z najlepszych wraków do nurkowania.
Statek pozostawia w pełni dostępną ładownię wraz z ładunkiem (ciężarówki, motory, skrzydła samolotów, silniki, pociągi, pojazdy opancerzone, inne uzbrojenie, transportery, motorowery BSA, jeepy, tracki, stosy karabinów, sprzęt radiowy, amunicja, kalosze). Wrak jest wystawiony na silne działanie prądów pływowych, które czasami nie pozwalają na nurkowanie. Warunki i głębokość zanurzenia jakie jest potrzebne czynią ten wrak dostępny jedynie dla nurków z doświadczeniem.